# 哈利迪 (北达科他州)
哈利迪（英語：Halliday），是美国北达科他州下属的一座城市。根据2010年美国人口普查，该市有人口188人。2011年估计该市有人口198人，相对于2010年，增长率为5.32%。